# Bissa (Sabcé)
Pour les articles homonymes, voir Bissa.
Bissa est une localité située dans le département de Sabcé de la province du Bam dans la région Centre-Nord au Burkina Faso. 

## Histoire
En 2012, la compagnie minière burkinabè Bissa Gold SA réalise la construction de 173 logements neufs modernes dans le village pour les populations déplacées par l'exploitation de la très importante mine aurifère à ciel ouvert ainsi que d'un centre communautaire et d'une école primaire.

## Économie
L'économie du village a été radicalement modifiée avec l'exploitation aurifère industrielle faite par la compagnie Bissa Gold SA filiale de la compagnie russe Nordgold,.

## Éducation et santé
Le centre de soins le plus proche de Bissa est le centre de santé et de promotion sociale (CSPS) de Sabcé tandis que le centre médical avec antenne chirurgicale (CMA) de la province se trouve à Kongoussi.